# Référendum constitutionnel niuéen de 2024
Le référendum constitutionnel niuéen de 2024 a lieu le 31 août 2024 afin de permettre à la population de Niue de se prononcer sur quatre amendements de la Constitution de 1974.
Portés par le gouvernement de Dalton Tagelagi, les projets d'amendement concernent le changement en Premier ministre de l'intitulé du poste de chef de gouvernement, l'augmentation de quatre à six du total de ministres composant le gouvernement, l'allongement de trois à quatre ans de la durée du mandat du Parlement, ainsi que la désignation explicite du Bureau du Contrôleur général de Nouvelle-Zélande comme celui chargé des audits sur Niue.
Le premier et le quatrième projet sont approuvés, tandis que l'extension du nombre de ministre et de la durée du mandat du parlement échouent à obtenir une majorité de votes favorables.

## Contexte

Municipalités de Niue

Situé dans l'Océan Pacifique Sud, Niue est un État insulaire organisé sous la forme d'un État associé à la Nouvelle-Zélande. Auparavant territoire de cette dernière, Niue a en effet choisie lors d'un référendum organisé en 1974 de ne pas accéder à l'indépendance pleine et entière, mais de conclure à la place un accord de libre association. La Nouvelle-Zélande assure la sécurité extérieure du pays et le financement de son budget, tandis que Niue se dote d'une Constitution. Si elle dispose d'une très large autonomie, l'île délègue une partie des pouvoirs judiciaire et de contrôle, avec notamment le Comité judiciaire du Conseil privé du Royaume-Uni pour dernière cour d'appel, et le Contrôleur général de Nouvelle-Zélande pour Contrôleur général chargé des audits des organismes publics niuéens.
Courant février 2024, le Premier ministre Dalton Tagelagi propose de mettre en œuvre plusieurs réformes constitutionnelles,. Le précédent référendum constitutionnel de 1992 avait été vivement critiqué pour avoir regroupé plusieurs réformes en un seul projet soumis au vote, empêchant ainsi les électeurs de se prononcer sur chacun des amendements indépendamment des autres. S'appuyant sur cette expérience, Tagelagi soumet séparément ses quatre projets au Parlement, le Fono Ekepule, de telle sorte qu'ils soient soumis individuellement au vote de la population. Présenté en première lecture le 28 mars 2024, les propositions sont approuvées le 5 avril puis confiés par les parlementaires à un Comité de révision de la constitution, chargé de les rédiger en termes constitutionnels,. Ce dernier procède en parallèle à des études d'opinions qui révèlent une méfiance de la population envers plusieurs des projets faute d'information quant à leur conséquences exactes, et un appel à davantage de communication de la part du gouvernement,

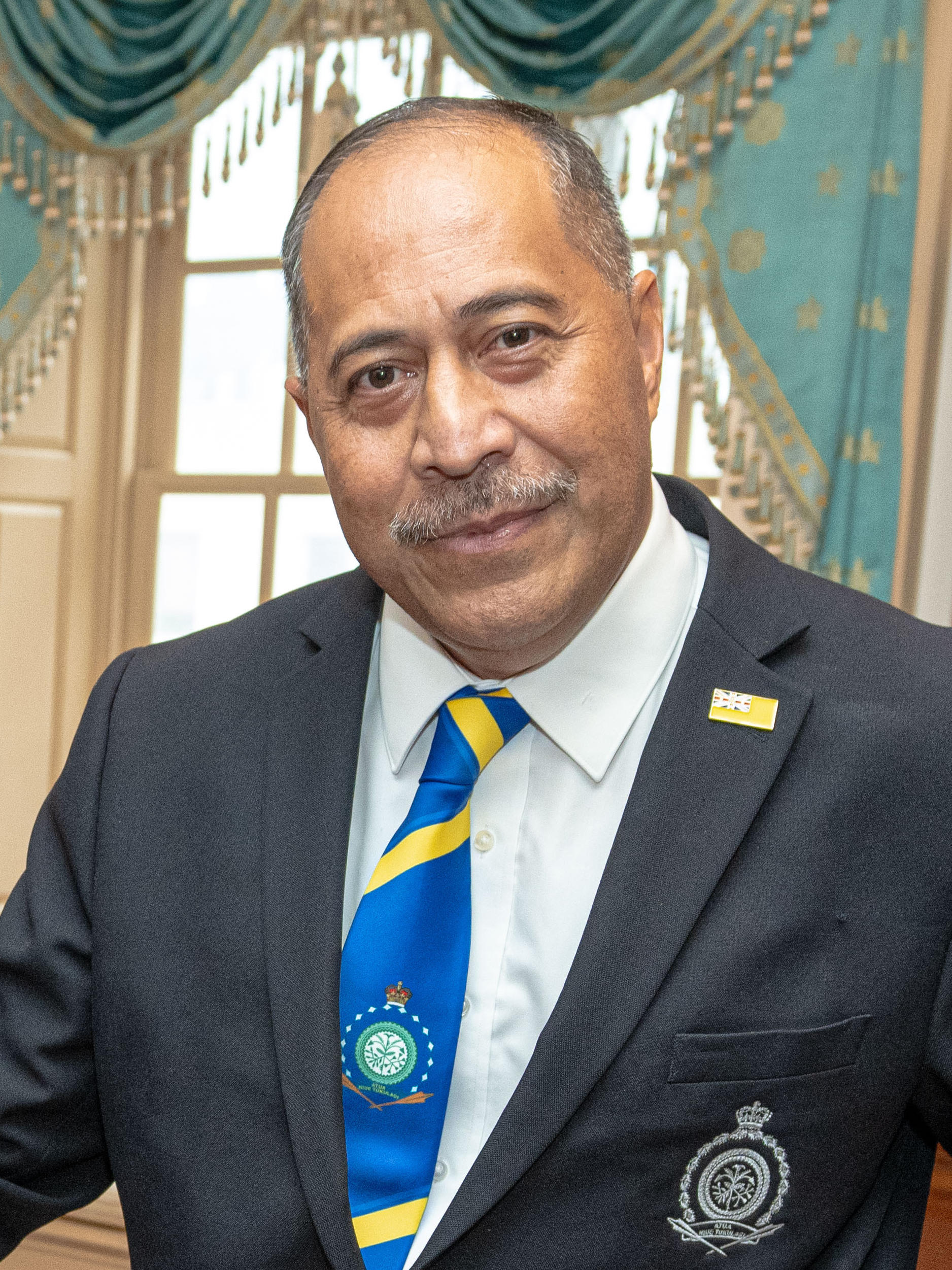
Dalton Tagelagi

L'article 35 de la Constitution de 1974 dispose que tout amendement doit être préalablement approuvé par une majorité qualifiée des deux tiers du total des membres du parlement lors de deux votes espacés d'au moins treize semaines, puis directement par la population à l'issue d'un référendum. Comme les amendements de 2024 ne concernent pas les articles 1 et 69 ainsi que l'article 35 lui-même, la majorité des deux tiers des suffrages exprimés n'est pas requise lors du référendum. La majorité absolue suffit ainsi pour en valider le résultat,.
Le 2 mai 2024, l'ensemble des quatre projets sont votés en deuxième lecture à la majorité requise. Il s'ensuit une période de consultation de la population des 14 communes du pays qui s'étend sur les treize semaines d'arrêt imposées par la loi fondamentale. Conduites en partenariat avec l'association étudiante du pays, les consultations voient la participation de plus de 200 personnes sur une population d'environ 1700 personnes, et révèlent un assez large soutien de cette dernière aux projets,. Le vote final de chacun des projets le 7 août suivant voient ceux ci obtenir à nouveau la majorité des deux tiers. Un référendum est par conséquent fixé le lendemain au 31 août 2024, en même temps que les élections municipales,,.

## Contenu
Quatre amendements sont proposés indépendamment les uns des autres. 
Le premier amendement propose de remplacer l'intitulé du poste de chef du gouvernement de Niue, Premier, par Prime Minister. Si les deux termes sont couramment traduits ou remplacés par Premier ministre, y compris en anglais, celui de Premier renvoie traditionnellement aux dirigeants de territoires autonomes, eux-mêmes soumis à l'autorité d'un Prime Minister. L'officialisation du nom du poste de Premier ministre de Niue réaffirmerait ainsi symboliquement la position de ce dernier par rapport au Premier ministre de Nouvelle-Zélande.
Le second amendement propose de porter de quatre à six le nombre de ministre — Premier ministre compris — composant le Cabinet de Niue, l'ensemble des ministres étant par ailleurs obligatoirement choisis parmi les 20 députés du Parlement. L'amendement prévoit une entrée en vigueur immédiate en cas d'approbation des électeurs. Le gouvernement envisage en parallèle de légiférer pour supprimer la fonction de « Ministre assistant » de la loi sur la fonction publique, qui permettait dans les faits de contourner cette limite. Les consultations menées avant le vote final des amendements avaient ainsi révélés un soutien important de la population au projet à la condition que cette réforme des ministres assistants soit bel et bien menée par le gouvernement. Dalton Tagelagi s'y engage ainsi publiquement le 19 août, moins de deux semaines avant la tenue du scrutin.
Le troisième projet vise à porter la durée du mandat du parlement de trois à quatre ans. Son entrée en vigueur étant également immédiate, la législature élue lors des élections législatives d'avril 2023 verrait son mandat prolongé jusqu'en avril 2027. Il s'agit de l'amendement ayant recueilli le plus d'opposition lors des consultations populaires, l'argument selon lequel les parlementaires auraient besoin de plus de temps pour travailler se voyant opposé leur propension à rester en poste sur de nombreux mandats consécutifs.
Le quatrième projet a pour but de désigner explicitement le Bureau du Contrôleur général de Nouvelle-Zélande comme étant chargé des audits sur Niue. La constitution ne désignant jusqu'alors que le « Bureau des audits de Nouvelle-Zélande », cet amendement répond à la création en 2001 du Bureau du contrôleur. Mené dans un objectif de clarification, il ne change aucun des pouvoirs concernés.

## Résultats

### Intitulé de Premier ministre
| Choix                     | Votes | %     |
| ------------------------- | ----- | ----- |
| Pour                      | 369   | 51,46 |
| Contre                    | 348   | 48,54 |
|                           |       |       |
| Votes valides             | 717   | 99,72 |
| Votes blancs et invalides | 2     | 0,28  |
| Total                     | 719   | 100   |
| Abstention                | 437   | 37,80 |
| Inscrits/Participation    | 1 156 | 62,20 |

### Gouvernement de six ministres
| Choix                     | Votes | %     |
| ------------------------- | ----- | ----- |
| Pour                      | 221   | 30,95 |
| Contre                    | 493   | 69,05 |
|                           |       |       |
| Votes valides             | 714   | 99,30 |
| Votes blancs et invalides | 5     | 0,70  |
| Total                     | 719   | 100   |
| Abstention                | 437   | 37,80 |
| Inscrits/Participation    | 1 156 | 62,20 |

### Mandat législatif de quatre ans
| Choix                     | Votes | %     |
| ------------------------- | ----- | ----- |
| Pour                      | 205   | 28,59 |
| Contre                    | 512   | 71,41 |
|                           |       |       |
| Votes valides             | 717   | 99,72 |
| Votes blancs et invalides | 2     | 0,28  |
| Total                     | 719   | 100   |
| Abstention                | 437   | 37,80 |
| Inscrits/Participation    | 1 156 | 62,20 |

### Contrôleur général
| Choix                     | Votes | %     |
| ------------------------- | ----- | ----- |
| Pour                      | 413   | 57,68 |
| Contre                    | 303   | 42,32 |
|                           |       |       |
| Votes valides             | 716   | 99,58 |
| Votes blancs et invalides | 3     | 0,42  |
| Total                     | 719   | 100   |
| Abstention                | 437   | 37,80 |
| Inscrits/Participation    | 1 156 | 62,20 |

## Conséquences
L'adoption du titre de Prime Minister pour le chef du gouvernement ainsi que la clarification concernant le Contrôleur général sont approuvés. Le premier changement entre en application le 5 septembre avec la publication des résultats du référendum suivie de la signature et de la ratification du projet de loi correspondant par le président du Parlement Hima Douglas. L'accroissement du nombre de ministres et l'extension du mandat du Parlement sont en revanche rejetés par plus des deux tiers des voix.